# Shaanxi
Shaanxi (wymowaⓘ; chiń. upr. 陕西; chiń. trad. 陝西; pinyin Shǎnxī; Wade-Giles Shan-hsi) – prowincja w północno-środkowej części ChRL. Teren prowincji obejmuje część Wyżyny Lessowej. Od południa ograniczone górami Qin Ling.
Jej nazwa pochodzi od historycznego powiatu Shǎn (陕) i znaczy tyle, co „Na Zachód od Shan”. Zapisuje się ją jednak przez podwójne „a” dla odróżnienia od prowincji Shanxi, której nazwa w transkrypcji pinyin brzmi Shānxī.

## Historia
Tereny prowincji Shaanxi są uznawane za kolebkę cywilizacji chińskiej. Stolica prowincji Xi’an była siedzibą władców 13 chińskich dynastii w okresie od XI wieku p.n.e. – X wieku n.e. W prowincji tej zaczynał się również jedwabny szlak.
W okresie rządów Mongołów w XIII wieku prowincja straciła na znaczeniu.
23 stycznia 1556 w prowincji Shaanxi miało miejsce trzęsienie ziemi uznawane za najbardziej śmiercionośne trzęsienie w historii – zginęło ok. 830 000 ludzi.

## Gospodarka
W prowincji rozwinął się przemysł maszyn., elektrotechniczny, samochodowy, lotniczy oraz hutniczy. Ludność prowincji zajmuje się uprawą zboża, bawełny, rzepaku, tytoniu i arbuzów oraz hodowlą owiec i kóz. Ponadto w prowincji wydobywa się węgiel kamienny, ropę naftową oraz rudę żelaza.

## Geografia
Prowincja rozciąga się południkowo szerokim pasem na przestrzeni ponad 800 km, w związku z czym na jej obszarze występuje znaczne zróżnicowanie warunków naturalnych. Przecinające prowincję w poprzek góry Qin Ling tworzą wyraźną barierę klimatyczną i komunikacyjną, przekraczającą 4000 m n.p.m. (Taibai Shan, 4113 m). Niższe, sięgające 2700 m, góry Daba Shan stanowią granicę z prowincją Syczuan. Między tymi pasmami ciągnie się gęsto zaludniona górna część doliny rzeki Han Shui, dopływu Jangcy. Panują tu warunki klimatyczne zbliżone do podzwrotnikowych – rozwija się uprawa ryżu, bawełny i herbaty. Góry pokryte są rozległymi lasami – częściowo wiecznie zielonymi, z występowaniem drzewa tungowego, a częściowo, w wyższych rejonach, iglastymi. Jest to jeden z ważniejszych rejonów eksploatacji lasów w Chinach.
Na północ od gór Qin Ling, między nimi a krawędzią Wyżyny Lessowej, ciągnie się równoleżnikowo szeroka, podłużna, odwadniana przez rzekę Wei He kotlina, która jest jednym z najstarszych ośrodków osadnictwa rolniczego w Chinach i najgęściej zaludnioną częścią prowincji. Dzięki urodzajnym glebom aluwialnym i stosunkowo ciepłemu klimatowi rozwinęła się tu intensywna uprawa ryżu i bawełny. Doliną Wei He przebiega na zachód stara droga handlowa – jedwabny szlak, wzdłuż którego przeprowadzono linię kolejową Zhengzhou–Xi’an–Lanzhou. Tu też znajdują się najważniejsze ośrodki miejskie prowincji.
Północna część prowincji wchodzi w obręb Wyżyny Lessowej. Grubość pokrywy lessowej dochodzi do 300 m (rzeki tworzą w niej głębokie wąwozy), wzniesienia przekraczają 1700 m n.p.m. Wschodnią granicę prowincji stanowi rzeka Huang He, płynąca w głębokim wąwozie. Na północy granica prowincji przebiega nieco na północ od Wielkiego Muru. Wyżyna Lessowa różni się znacznie pod względem klimatycznym od południowej części prowincji. Panuje tu kontynentalny i suchy klimat, lasów brak niemal zupełnie (poza niektórymi dolinami rzek), na skrajnej północy stepy przechodzą w półpustynie. W rolnictwie dominuje pszenica, gaoliang i proso – uprawy typowe dla chłodniejszego i suchszego klimatu. Osobliwością osadnictwa są liczne jaskinie mieszkalne, wykopane w lessie na zboczach dolin.

## Podział administracyjny
| Mapa                                                      | Lp.       | Nazwa  | Chiński       | Hanyu pinyin        | Siedziba |
| --------------------------------------------------------- | --------- | ------ | ------------- | ------------------- | -------- |
|                                                           |           |        |               |                     |          |
| — Miasto zarządzane bezpośrednio przez władze prowincji — |           |        |               |                     |          |
| 1                                                         | Xi’an     | 西安市 | Xī’ān Shì     | Dzielnica Weiyang   |          |
| — Prefektury miejskie —                                   |           |        |               |                     |          |
| 2                                                         | Ankang    | 安康市 | Ānkāng Shì    | Dzielnica Hanbin    |          |
| 3                                                         | Baoji     | 宝鸡市 | Bǎojī Shì     | Dzielnica Weibin    |          |
| 4                                                         | Hanzhong  | 汉中市 | Hànzhōng Shì  | Dzielnica Hantai    |          |
| 5                                                         | Shangluo  | 商洛市 | Shāngluò Shì  | Dzielnica Shangzhou |          |
| 6                                                         | Tongchuan | 铜川市 | Tóngchuān Shì | Dzielnica Yaozhou   |          |
| 7                                                         | Weinan    | 渭南市 | Wèinán Shì    | Dzielnica Linwei    |          |
| 8                                                         | Xianyang  | 咸阳市 | Xiányáng Shì  | Dzielnica Qindu     |          |
| 9                                                         | Yan’an    | 延安市 | Yán’ān Shì    | Dzielnica Baota     |          |
| 10                                                        | Yulin     | 榆林市 | Yúlín Shì     | Dzielnica Yuyang    |          |

## Demografia
Osadnictwo prowincji Shaanxi jest bardzo stare. Gęstość zaludnienia wynosi poniżej 40 osób/km² na północy do ponad 300 w obniżeniu rzeki Wei He. W odróżnieniu od innych prowincji w północno-zachodnich Chinach, jest to obszar etnicznie jednolity. Poza niewielką liczbą Hui, nie ma tu w zasadzie mniejszości niechińskich.